# (708) Рафаэла
(708) Рафаэла (нем. Raphaela) — астероид главного пояса, который относится к спектральному классу S. Он был открыт 3 февраля 1911 года немецким астрономом Йозефом Хелффрихом в обсерватории и назван в честь Рафаэля фон Бишофсхайма, основателя обсерватории Ниццы. 

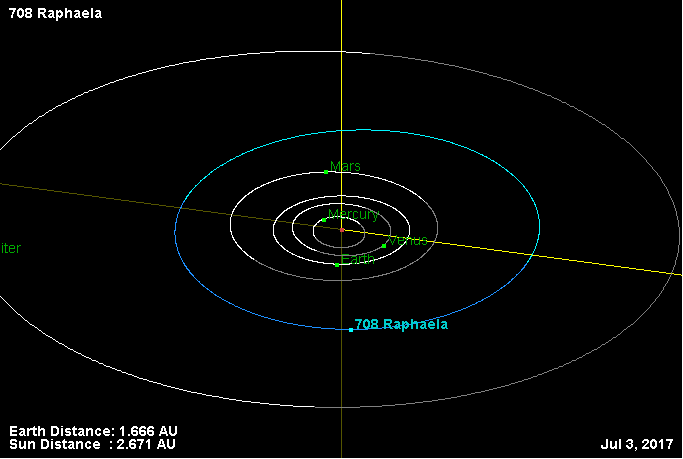
Орбита астероида Рафаэла и его положение в Солнечной системе

Фотометрические наблюдения, проведённые в 2007 году в обсерватории Palmer Divide, позволили получить кривые блеска этого тела, из которых следовало, что период вращения астероида вокруг своей оси равняется 20,918 ± 0,005  часам, с изменением блеска по мере вращения 0,45 ± 0,02 m.